# Sgomento
Sgomento (The Reckless Moment) è un film del 1949 diretto da Max Ophüls.
Il soggetto è tratto dal romanzo giallo Una barriera di vuoto (The Blank Wall) del 1947, di Elisabeth Sanxay Holding, dal quale nel 2001 è stato tratto anche I segreti del lago (The Deep End).

## Trama
In un ricco sobborgo di Los Angeles la giovane Bea ha una relazione con Ted Darby, un uomo coinvolto in loschi traffici, molto osteggiata dalla madre Lucia.
Una sera i due si incontrano in gran segreto nei pressi dell'abitazione di lei. Hanno un alterco al termine del quale Bea colpisce Ted alla testa per poi scappare. 
A casa confessa la cosa alla madre che è sollevata dalla fine della storia della figlia ma ha dei timori sulle conseguenze.
Lucia si alza prestissimo la mattina seguente e scopre che Ted Darby giace senza vita sulla spiaggia, trafitto dagli artigli di un'ancora sulla quale deve essere caduto accidentalmente dopo il colpo subito alla testa. Capendo i rischi che correrebbe la figlia per quanto successo, la signora Harper decide freddamente di caricare il corpo dell'uomo sulla propria piccola barca per scaricare lo stesso in alto mare.
Presto il corpo viene ritrovato dalla polizia, ma prima che le indagini portino alla spiaggia di Balboa e ai pressi della casa Harper, in questa si presenta Martin Donnelly, un uomo distinto ed educato che ha però intenzione di ricattare la signora Harper. In quanto creditore del defunto Darby, possiede infatti delle lettere d'amore della figlia Bea, che possono coinvolgerla direttamente.
La donna prende tempo non avendo subito a disposizione il denaro. Il marito è infatti in viaggio di lavoro in Europa e lei, sola, deve anche fronteggiare la crisi della figlia, sconvolta dalla morte dell'uomo che, comunque, deve rimanere segreto.
Donnelly si dimostra molto comprensivo ma a metterlo alle strette è il suo socio Nagel, di modi molto più spicci. Quando quest'ultimo prende l'iniziativa, Lucia Harper rischia in prima persona, finché non è lo stesso Donnelly a salvarla, prima uccidendo il suo socio e poi facendone sparire le tracce premurandosi di salvare la reputazione della donna che aveva ricattato, fino a rimetterci la vita.

## Accoglienza
Alla sua uscita il film ebbe un'accoglienza molto tiepida da parte della critica e anche il risultato al botteghino fu piuttosto magro.
A distanza di anni il film è stato invece rivalutato, fino ad essere giudicato uno dei migliori in assoluto di Ophüls, per altro alla sua ultima regia in una produzione statunitense.

## Critica
Le valutazioni che possiamo trovare nel corso degli anni rispecchiano i modi in cui il film viene recepito. Nell'Enciclopedia Zanichelli (a cura di Edigeo, 1995) alla voce Ophüls, Max, il film viene selezionato tra i pochi citati, non così in Cinema di tutto il mondo a cura di Alfonso Canziani (1978), dove alla voce del regista non troviamo neppure menzionato questo film. Nella Storia del cinema di Georges Sadoul (1967), a tale proposito, viene riportata una illuminante dichiarazione di Jacques Rivette e François Truffaut: «Era così sottile da farlo giudicare pesante, così profondo da farlo definire superficiale, così puro da farlo scambiare per licenzioso. Veniva considerato démodé, inconsueto, arcaico, quando invece trattava soggetti eterni: il desiderio e il piacere senza l'amore, l'amore senza reciprocità. Il lusso e l'incuranza erano solo la cornice più favorevole per questo gioco crudele» James Walters nel 2008, scrivendo della generale tendenza hollywoodiana di mettere in scena circostanze o ambienti in contrasto tra loro ritiene questo film esemplare. Nel contrasto tra la quiete domestica e il mondo criminale, la protagonista Lucia Harper (Joan Bennet) mette in salvo in modo convenzionale la sua pace familiare quando il sottobosco criminale invade la sua apparente purezza.